# Graphium illyris
Graphium illyris is een vlinder uit de familie van de pages (Papilionidae). De wetenschappelijke naam van de soort is voor het eerst geldig gepubliceerd in 1872 door William Chapman Hewitson.

## Kenmerken
Deze donkerbruine vlinder heeft een gele band over de voor- en achtervleugels en een lange staart aan beide achtervleugels. De spanwijdte bedraagt 7 tot 9 cm.

## Verspreiding en leefgebied
Deze vlindersoort komt voor van Guinee, Sierra Leone, Liberia, Ivoorkust, Ghana, Togo en Benin tot in Nigeria, Kameroen, Congo-Kinshasa en Congo-Brazzaville in laaglanden, gelegen in de regenwouden.